# کمش (مجارستان)
کِمِش (به مجاری:  Kémes) یک منطقهٔ مسکونی در مجارستان است که در ناحیه شیکلوش واقع شده‌است.